# Michaił Szybanow

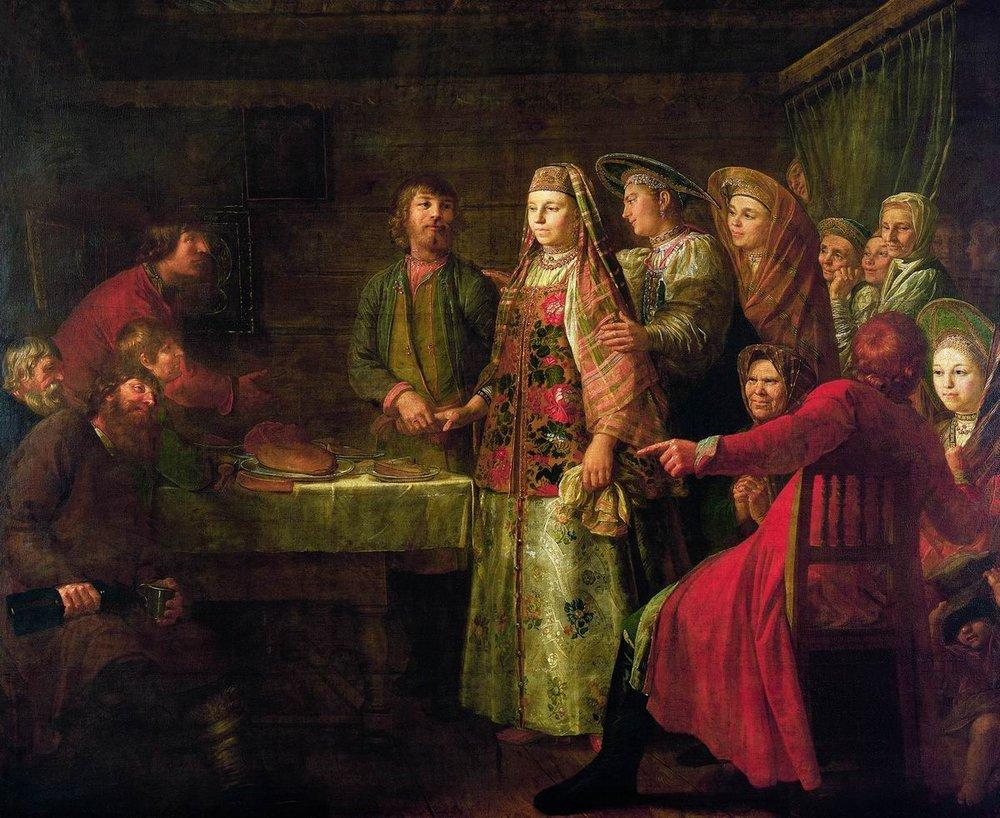
Obraz "Uroczystość zawarcia umowy ślubnej" pędzla Szybanowa

Michaił Szybanow (ros. Михаил Шибанов) – rosyjski malarz, aktywny w II poł. XVIII w., jeden z czołowych malarzy rosyjskich XVIII w. i inicjator przedstawiania tematyki chłopskiej w rosyjskim malarstwie. 
Urodził się i wychował jako chłop pańszczyźniany będący własnością księcia Grigorija Potiomkina lub Grigorija Spiridowa. Urodził się przypuszczalnie we wsi Miasojedowo koło Peresławia Zaleskiego. Nieznane są daty jego życia i nazwiska nauczycieli malarstwa. Wiadomo, że obrazy malował w Moskwie, Petersburgu, w rejonie Suzdalu, w Kijowie oraz w miastach europejskiego południa ówczesnego Imperium Rosyjskiego. W roku 1783 uzyskał wolność, a w połowie lat 80. brał udział w wyprawie księcia G. Potiomkina na ziemie ukraińskie, pracując jako malarz przy jego sztabie. 
Specjalizował się w wykonywaniu portretów, malował także ikony dla cerkwi, w tym wykonał ikonostas soboru św. Katarzyny w Chersoniu. Jednak najbardziej istotne w jego twórczości okazało się malarstwo rodzajowe przedstawiające życie chłopów rosyjskich - znane są dwa takie dzieła Szybanowa ("Uroczystość zawarcia umowy ślubnej" i "Chłopski obiad"). Był on prekursorem i inicjatorem tej tematyki w malarstwie rosyjskim. 
Obrazy Szybanowa cechuje bogata kolorystyka oraz psychologiczna głębia przedstawianych postaci. Uważany jest za jednego z czołowych malarzy rosyjskich XVIII w.
Wszystkie znane obrazy Szybanowa pochodzą z lat 70. i 80. XVIII w. Zmarł po 1789.
Obrazy pędzla Szybanowa znajdują się m.in. w kolekcjach Państwowego Muzeum Rosyjskiego (Portret Katarzyny II w stroju podróżnym) i Galerii Tretiakowskiej, Odeskiego Muzeum Sztuki, a 11 ikon z ikonostasu soboru św. Katarzyny w Chersoniu znajdowało się na początku lat 20. XXI w. w zbiorach muzeum krajoznawczego w Chersoniu.